# Russian Circles
Russian Circles — це інструментальне тріо із Чикаго, яке грає музику в стилі інструментальний рок/метал.
Музика Russian Circles — інструментальна, повільна, діапазон її простягається від важкого, негармонійного металу — до легких, вишуканих музичних пасажів. Гурт відомий жвавістю своїх концертів. Зараз гурт переважно організовує свої власні концертні тури, а раніше брав участь в музичних турне таких гуртів як Boris, Isis, Red Sparowes, Minus the Bear, Daughters, Coheed & Cambrial, Mono та Pelican, враховуючи виступи на таких фестивалях як South by Southwest (SXSW) у 2006 та Bonnaroo у 2009. Вони також, будучи гуртом на розігріві у гурту Tool, розпочинали концерти під час свого першого туру по Великій Британії, у 2007 році.
Назва Russian Circles взята з однойменної вправи, яку виконують хокеїсти.

## Історія гурту
Проєкт був започаткований наприкінці 2004 року гітаристом Майком Салліваном та басистом Коліном Деквіпером (обидва раніше перебували у складі інструментального гурту Dakota/Dakota), які досить швидко завербували ще й перкусиста Дейва Тенкранца, який раніше перебував у гурті із Сент-Луїса — Riddle of Steel.
Восени 2007 року було оголошено, що гурт покидає Колін Деквіпер. В результаті над басами для їхнього другого альбому під назвою Station, працював колишній учасник гуртів Botch та These Arms Are Snakes — басист Браян Кук, який після цього став повноцінним членом гурту.
Третій повноцінний альбом гурту — Geneva — вийшов 20 жовтня 2009 року і досяг 24 позиції у чарті Top Heatseekers інтернет-журналу Billboard.
У 2011 році Russian Circles підписали угоду із Sargent House — лейблом, який раніше робив тільки ексклюзивні випуски альбомів гурту — на грамплатівках обмеженого видання.
Четвертий студійний альбом під назвою Empros був виданий 25 жовтня 2011 року. Невдовзі був проведений тур на його підтримку спільно із Deafheaven.
У травні 2013 гурт розпочав запис п'ятого альбому Memorial, що вийшов 29 жовтня того ж року.
Гурт випустив свій шостий студійний альбом Guidance 5 серпня 2016 року на Sargent House.
1 серпня 2019 року вони випустили свій сьомий студійний альбом Blood Year.

## Звук
Фани гурту, які побували на його концертах, схвально відгукуються про здатність Russian Circles точно відтворювати, і навіть робити імпровізовані розширення раніше записаних композицій при виконанні музики на живо. Це їм вдається завдяки тому, що Салліван та Кук використовують семплування, широкий ряд педалей ефектів, а також — педалей повтору (луперів), що дозволяє їм робити нашаровування звуків.

## Дискографія

### Студійні альбоми
- Enter — 16 травня, 2006 (Flameshovel / грамплатівка на Sargent House)
- Station — 6 травня, 2008 (Suicide Squeeze Records / грамплатівка на Sargent House)
- Geneva — 20 жовтня, 2009 (Suicide Squeeze Records / грамплатівка на Sargent House)
- Empros — 25 жовтня, 2011 (Sargent House)
- Memorial — 29 жовтня, 2013 (Sargent House)
- Guidance — 5 серпня, 2016 (Sargent House)
- Blood Year — 1 серпня, 2019 (Sargent House)

### Міні-альбоми
- Russian Circles EP — 2004 (самвидав)

### Сингли/Спліт-альбоми
- Upper Ninety — 25 липня, 2006 (Suicide Squeeze Records)
- Russian Circles / These Arms Are Snakes (спліт-альбом із гуртом These Arms Are Snakes) (Sargent House, 2008)